# Валерикское сельское поселение
Валерикское се́льское поселе́ние — муниципальное образование в Ачхой-Мартановском районе Чечни Российской Федерации.
Административный центр — село Валерик.

## История
Статус и границы сельского поселения установлены Законом Чеченской Республики от 14 июля 2008 года № 40-РЗ «Об образовании муниципального образования Ачхой-Мартановский район и муниципальных образований, входящих в его состав, установлении их границ и наделении их соответствующим статусом муниципального района и сельского поселения».

## Население
| 2010  | 2012  | 2013  | 2014  | 2015  | 2016  | 2017  |
| ----- | ----- | ----- | ----- | ----- | ----- | ----- |
| 8023  | ↗8290 | ↗8519 | ↗8693 | ↗8873 | ↗9062 | ↗9173 |
| 2018  | 2019  | 2020  | 2021  | 2023  | 2024  |       |
| ↗9283 | ↗9483 | ↗9584 | ↗9626 | ↗9748 | ↗9837 |       |

## Состав сельского поселения
| № | Населённый пункт | Тип населённого пункта | Население |
| - | ---------------- | ---------------------- | --------- |
| 1 | Валерик          | село                   | ↗9837     |